# The Performance
Albums de Shirley Bassey
Get the Party Started
(2007)
The Performance est le trente-quatrième album studio de Shirley Bassey, sorti en 2009. Il entre directement no 20 au UK Albums Chart la première semaine de sa sortie.
Une partie des chansons de l'album, dont Almost There, After The Rain, The Performance Of My Life, et l'autobiographique The Girl From Tiger Bay, est chantée en direct lors des BBC Electric Proms sur BBC 2 le 23 octobre 2009.
L'album contient le single Nice Men, composé par KT Tunstall.
The Performance sort en disque compact avec une pochette de Mary McCartney.

## Liste des chansons
1. Almost There (Tom Baxter)
2. Apartment (Rufus Wainwright) reprise par Corinne Hermèsen 2019, album Intemporelle
3. This Time (Gary Barlow)
4. I Love You Now (Nick Hodgeson)
5. Our Time Is Now (John Barry, Don Black)
6. As God Is My Witness (David Arnold, David McAlmont)
7. No Good About Goodbye (David Arnold, Don Black)
8. The Girl From Tiger Bay (Manic Street Preachers, David Arnold)
9. Nice Men (KT Tunstall)
10. After The Rain (Richard Hawley)
11. The Performance Of My Life (Pet Shop Boys)

## Personnel
- Shirley Bassey – chant
- David Arnold - producteur
- Nicholas Dodd – orchestration, chef d'orchestre